# Љубиша Јоцић
Љубиша Јоцић (Уб, 19. јун 1910 — Београд, 2. март 1978) био је српски новинар, режисер, песник и преводилац. 

## Биографија
Јоцић је био ексцентрични надреалиста који је своју прву штампану ствар објавио 1928. године као песму без наслова. 
Истраживао је повезаност светлосне формуле са уметношћу и естетиком. Написао је књигу о Драгој Машин, као и књигу „Колико је сати“, коју је сам илустровао. У филму „Чудна девојка“ играо је професора сликања.
Данас његово име носи једна песничка награда.

## Дела

### Књиге поезије
- 50 у Европи, 1928,
- Сан или биљка, 1930,
- Књига поезије без наслова, 1934,
- Песме, 1938,
- Суморна питања, 1940,
- Огледало, 1951,
- Крилато корење, 1952,
- Скривени светови, 1960,
- Курир на прозору, 1963,
- Све девојке треба да путују, 1972,
- Колико је сати, 1976,
- Месечина у тетрапаку, 1975,
- Изабране песме (избор) СКЗ, 1981,

### Романи
- Љубав и слобода, 1934,
- Поломљена кола, 1940,
- И стобом сама, 1954,
- Тамнице (заједно са Милојем Чиплићем), 1956,
- Драга Машин, 1959, 1963, 1980,

### Кратка проза
- Пролетњи сан, 1940,
- У земљи Арастрата, 1955,

### Књиге критика
- Огледи о сигнализму, постхумно, 1994,